# Audrey Whitby
Audrey Grey Whitby (10 de abril de 1996) é uma atriz americana conhecida por trabalhar na série do Disney Channel So Random! e por dar vida à personagem Tilly Thompson em um episódio da série Austin & Ally. Também atuou na série original da Nickelodeon The Thundermans dando vida à Cherry.

## Filmografia
| Ano       | Título               | Papel                 | Notas                                                  |
| --------- | -------------------- | --------------------- | ------------------------------------------------------ |
| 2011      | Trippin'             | L'il f*cker           | Filme                                                  |
| 2011-2012 | So Random!           | Audrey Vale / Various | Papel Recorrente                                       |
| 2012      | Austin & Ally        | Tilly Thompson        | Episódio: "Bloggers & Butterflies"                     |
| 2012      | Dog with a Blog      | Sabrina               | 2 Episódios: "Stan of the House" & "The Bone Identity" |
| 2012      | Scared Sweet         | Hannah                |                                                        |
| 2012      | Bad Fairy            | Nic DiRizzo           | Episódio: "Outcomes"                                   |
| 2013      | Awesomeness TV       | Ela Mesma             |                                                        |
| 2013–2018 | The Thundermans      | Cherry Seinfeld       | Papel Recorrente                                       |
| 2014      | Terry the Tomboy     | Britannica            | Filme de TV                                            |
| 2014      | Pro Wrestling Family | The Amazing Mia       |                                                        |
| 2015      | Liv & Maddie         | Aubrey                | Episódio: "Neighbors-a-Rooney"                         |